# إي إس بي إن إم إل إس غيم نايت

قائمة الأندية الأمريكية والمنتخبات الوطنية موجودة داخل اللعبة

إي إس بي إن إم إل إس غيم نايت (بالإنجليزية: ESPN MLS GameNight)، هي لعبة فيديو يابانية، من تطوير ونشر شركة كونامي، تم إصدار اللعبة سنة 2000، وتعمل حصراً لمنصة بلاي ستيشن.

## المنتخبات العربية
توفر اللعبة 5 منتخبات عربية وهي:
- مصر
- المغرب
- تونس
- الإمارات العربية المتحدة
- السعودية